# Museo archeologico nazionale di Paestum
Il Museo Archeologico Nazionale di Paestum è un museo ubicato nel comune di Capaccio-Paestum, in provincia di Salerno, ospitante i reperti archeologici provenienti dagli scavi della città di Paestum.
Il Museo Archeologico Nazionale di Paestum è uno dei maggiori musei "di sito" in Italia. Le diverse sezioni che lo compongono consentono al visitatore di ripercorrere la storia della città greca, lucana e romana. Dal 2015 in seguito al D.P.C.M. 171/2014 è divenuto Museo statale dotato di autonomia speciale. Nel 2017 scavi e museo di Paestum sono stati il quindicesimo sito statale italiano più visitato, con 441 037 visitatori. 

## La storia
Realizzato nel 1952 utilizzando parte di un più ampio progetto elaborato nel 1938 dall'architetto Marcello De Vita, il Museo sorge all'interno della cinta muraria. Il nucleo principale fu costruito in funzione della struttura che accoglie la serie di metope arcaiche provenienti dal Santuario di Hera alla foce del Sele, ma ben presto si dimostrò insufficiente a contenere e ad esporre i numerosi oggetti riportati alla luce dai successivi scavi archeologici della città e delle necropoli. Al primo nucleo fu così presto aggiunta una nuova ampia ed illuminata sala progettata dall'architetto E. De Felice il quale predispose anche una serie di nuovi vani che si sviluppano intorno ad un giardino e ampie vetrate che si aprono verso la città e la piana chiusa ad Est dai monti di Capaccio. Le grandi scoperte delle numerose tombe dipinte lucane e della Tomba del Tuffatore nel 1968 resero necessaria una nuova sistemazione del percorso museale realizzata da Giovanni De Franciscis e Sabrina Viola.

## Il percorso museale
Il museo contiene numerosi reperti provenienti dalla città, dall'Heraion alla foce del Sele e dalle necropoli vicine (necropoli del Gaudo, necropoli di Santa Venera, ...).
Il percorso espositivo si snoda su tre piani suddivisi in sette sezioni:
- La sezione preistorica
- L'origine della città
- L'Heraion alla foce del Sele
- I santuari urbani
- La necropoli di Poseidonia-Paestum
- Le tombe dipinte lucane
- La sala romana

Fra i materiali esposti spiccano per importanza:
- Le metope arcaiche dell'Heraion del Sele
- La tomba del tuffatore
- Le stele in lingua osca
- La tomba a camera di Spinazzo